# Юрашс, Юрис
Юрис Юрашс (латыш. Juris Jurašs, род. 6 августа 1975) — латвийский юрист и политик, депутат Сейма Латвии 13-го созыва, председатель фракции Новой консервативной партии в Сейме Латвии 13-го созыва. В прошлом — депутат Рижской думы от Новой консервативной партии, начальник отдела операционного развития KNAB (Бюро по предотвращению и противодействию коррупции).

## Биография

### Профессиональная карьера
Родился 6 августа 1975 года в Буртниеки. Сын известного коневода Яниса Юрашса, совладельца «Конезавода Буртниеки». Окончил Латвийскую полицейскую академию в 1999 году со степенью бакалавра и в 2007 году со степенью магистра.
В 2003—2005 годах — заместитель начальника Бюро по предотвращению и противодействию коррупции. С 2005 года — начальник отдела операционного развития Бюро. В августе 2016 года покинул KNAB по распоряжению главы Бюро Ярослава Стрельчонка.
Был членом правления компаний Immunitas и Grand Force Security.
По заявлению польского режиссёра Андрея Тарковского-Килишевского, автора документального фильма «Покушение на государство», Юрис Юрашс и сотрудник контрразведки Айгар Спаранс были причастны к организации теракта против бывшего начальника криминального управления латвийской таможни Владимира Вашкевича, осуществлённого с целью вымогательства денег у его супруги предпринимательницы Инары Вилкасте.

### Политическая карьера
С января 2017 года Юрашс — член Новой консервативной партии. В июне того же года по итогам местных выборов был избран в Рижскую думу по партийному списку. В октябре 2018 года избран в Сейм Латвии 13-го созыва по Курземскому округу. Депутатские полномочия принял 6 ноября 2018 года. Будучи депутатом Сейма, Юрашс был председателем Комиссии по обороне, внутренним делам и предотвращению коррупции, членом комиссии национальной безопасности и председателем юридической комиссии. До 31 марта 2020 года — парламентский секретарь Министерства юстиции. С 25 марта 2020 года — председатель фракции Новой консервативной партии в Сейме, с 14 апреля — секретарь подкомитета уголовно-правовой политики Юридической комиссии.
В январе 2019 года по запросу Генеральной прокуратуры Сейм отстранил от работы Юрашса, поскольку в его адрес было предъявлено обвинение в разглашении государственной тайны. На всё время расследования Юрашс не участвовал в работе Сейма, и только 9 января 2020 года по распоряжению Конституционного суда он вернулся к исполнению своих обязанностей.

### Боевые действия на Украине
В начале марта 2022 года Юрашс, по словам министра юстиции Яниса Борданса, по собственной инициативе отправился на Украину оказывать помощь Вооружённым силам Украины и вступил в Международный легион обороны Украины.  Уже после отъезда Юрашс дистанционно принял участие в нескольких заседаниях (в том числе 8 марта как председатель на заседании юридического комитета). 17 марта 2022 года Юрашс сложил полномочия депутата Сейма Латвии. По данным украинских СМИ, Юрашс служил в батальоне «Карпатская Сечь» и участвовал в боях под Киевом. 10 июня 2022 года, согласно сообщению diena.lv, Юрашс вернулся в Латвию, однако отказался объяснять обстоятельства возвращения.